# Дез-дум-метал
Дез-дум-метал (дет-дум або «дум-дез») — екстремальний піджанр металу, що поєднує нешвидкий темп і темну атмосферу дум-металу з гроулінгом і подвійними бочками дез-металу. Піджанр з'явився у середині 1980-х і отримав деяку популярність у 1990-х, але став менш поширеним на межі XXI-го століття. Своєю чергою, дез-дум-метал породив тісно зв'язаний з ним фюнерал-дум, а також більш мелодичний і романтичний готик-метал.

## Історія
Дум/дез виник у середині 1980-х, коли ранні попередники, як, наприклад, група Dream Death, почали змішувати традиційний дум-метал зі звуком треш-сцени і дез-сцени, яка тільки зароджувалась. Рані записи гуртів Paradise Lost, My Dying Bride і Anathema (також відомих як «трійця Peaceville», оскільки всі троє у той час видавалися на лейблі Peaceville Records) комбінують звук Celtic Frost і Candlemass середини 1980-х, з додаванням жіночого вокалу, клавішних і, у впадку My Dying Bride, скрипок. Вплив трійці визнали гурти Within Temptation, Lacuna Coil, The Gathering, Celestial Season і Saturnus. До кінця 1990-х дез-дум втратив свою популярність, коли багато колективів змінили своє жорстке звучання на більш легке і прийнятне для широкої аудиторії. Однак піджанр зберігся у формі фюнерал-думу, який з'явився у середині 1990-х, зокрема, завдяки фінський групам Thergothon, Unholy і Skepticism.

## Характеристика жанру
Еталонний дум-дез прийнято зараховувати до «темних» напрямків металу — через похмурість, яку надавали низьконастроєні гітари, активні бас-бочки, загальної неквапливості і широко використовуваної «гаркучої» техніки вокалу, завдяки чому область частот звучання думдезу нерідко лежить у дуже низких діапазонах, створюючи тим самим «містичну» і похмуру, холодну атмосферу та настрій у слухача.

## Гурти

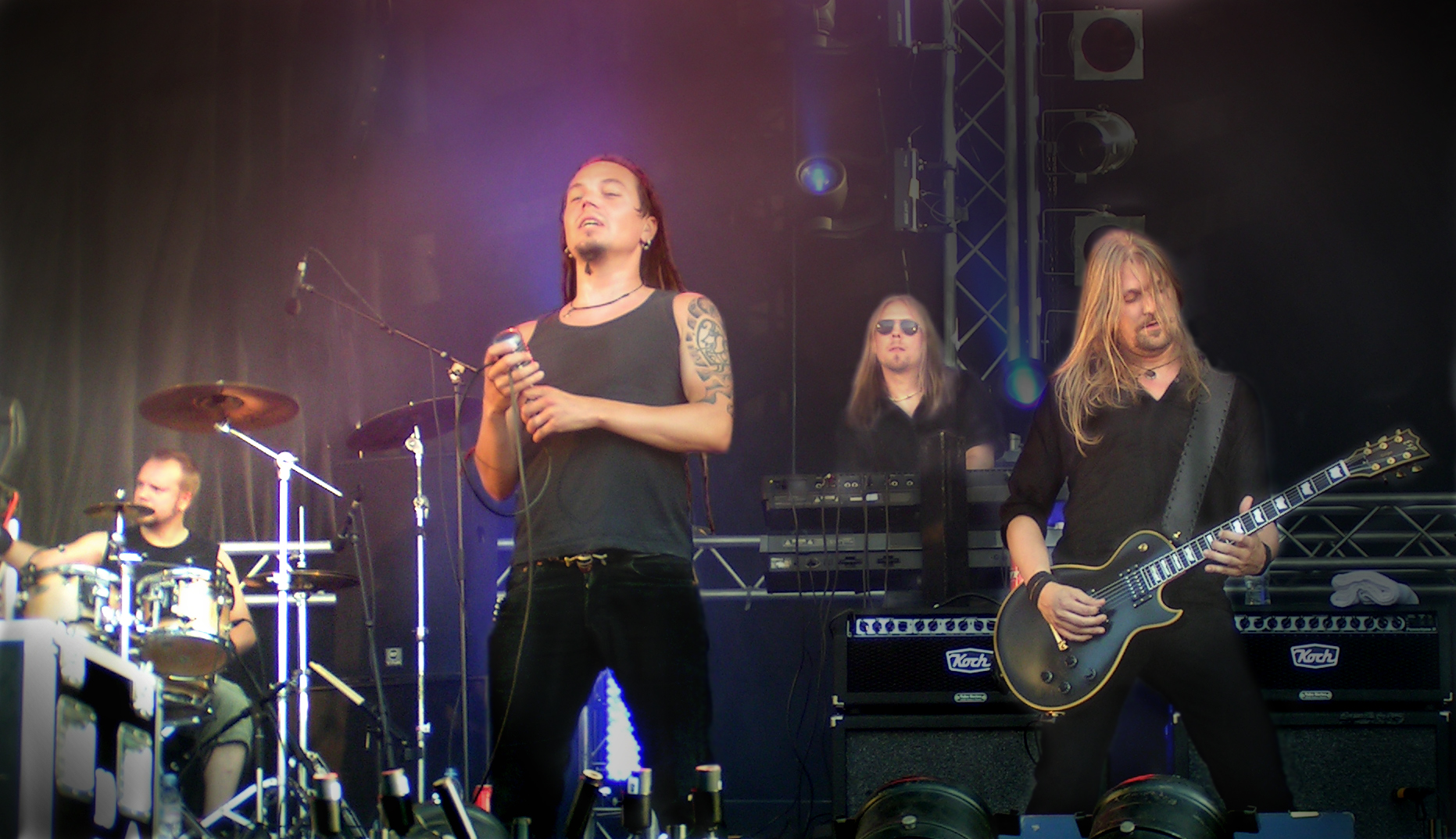
Amorphis (Ruisrock, Фінляндія, 2006 рік). На ранніх етапах виконували суміш дез-дума з фолком (є першопрохідцями фолк-металу).

| Назва                  | Рік створення | Примітки      |
| ---------------------- | ------------- | ------------- |
| Amorphis               | 1990          | [ 6 ] [ 7 ]   |
| Anathema               | 1990          | [ 8 ]         |
| Autopsy                | 1987          |               |
| Beyond Dawn            | 1990          | [ 9 ]         |
| Celestial Season       | 1991          |               |
| Corrupted              | 1994          | [ 10 ] [ 11 ] |
| Daylight Dies          | 1996          | [ 12 ] [ 13 ] |
| Demenzia               | 2003          | [ 14 ]        |
| Disembowelment         | 1989          |               |
| Draconian              | 1994          | [ 15 ]        |
| Esoteric               | 1992          | [ 16 ]        |
| Evoken                 | 1994          | [ 17 ]        |
| Forest Stream          | 1995          | [ 18 ]        |
| The Gathering          | 1989          | [ 19 ]        |
| Incantation            | 1989          |               |
| Katatonia              | 1991          | [ 20 ] [ 21 ] |
| Morgion                | 1990          | [ 22 ]        |
| Mourning Beloveth      | 1992          | [ 23 ] [ 24 ] |
| My Dying Bride         | 1990          | [ 25 ]        |
| My Silent Wake         | 2005          | [ 26 ]        |
| Necare                 | 1997          | [ 27 ]        |
| Novembers Doom         | 1989          | [ 28 ]        |
| Opera IX               | 1988          | [ 29 ]        |
| Orphaned Land          | 1991          | [ 30 ]        |
| Paradise Lost          | 1988          | [ 31 ]        |
| Paramaecium            | 1990          | [ 32 ]        |
| Rapture                | 1997          | [ 33 ]        |
| Runemagick             | 1990          | [ 34 ]        |
| Saturnus               | 1991          |               |
| Septic Flesh           | 1990          |               |
| Skepticism             | 1991          |               |
| Swallow the Sun        | 2000          | [ 35 ]        |
| Thergothon             | 1990          |               |
| The 3rd and the Mortal | 1992          | [ 36 ]        |
| Thorr's Hammer         | 1994          | [ 37 ]        |
| Unearthly Trance       | 2000          | [ 38 ]        |
| Unholy                 | 1990          |               |
| Winter                 | 1988          | [ 39 ]        |